# 和田啓 (生化学者)
和田 啓（わだ けい、1975年2月22日 - ）は、日本の構造生物学者。東京都出身。宮崎大学医学部医学科機能制御学講座蛋白質機能学分野准教授。

## 経歴・人物
2003年、大阪府立大学農学生命科学応用生命化学専攻修了（博士（農学））。同年、大阪大学大学院理学研究科産学官連携研究員となる。2004年に特任研究員、2008年に助教。結晶学者の福山恵一の研究室に所属し、研究・教育に従事する。2012年からは同大蛋白質研究所共同研究員、大学院理学研究科非常勤講師を務める。
2012年4月に研究責任者として独立し、宮崎大学テニュアトラック推進機構助教に着任。2015年に准教授に昇任し、2017年より同大医学部機能制御学講座准教授。
2017年、久留米大学准教授・杉島正一らとの研究グループにより、黄疸の原因物質であるビリルビンが生成される特異なメカニズムを解明し、研究成果がネイチャー コミュニケーションズに掲載された。
2009年に「鉄硫黄クラスター生合成マシナリーの構造生物学」研究を評価されて日本結晶学会進歩賞を、2020年に「細胞の酸化ストレス制御の構造生物学」に関する研究が評価されて日本結晶学会学術賞を受賞している。